# Óscar Urzúa Jaramillo
Óscar Urzúa Jaramillo (Curicó, 14 de febrero de 1880 - Santiago, 27 de julio de 1950) fue un político, diputado y abogado chileno. Era hijo de José Domingo Urzúa Moreira y Filomena Jaramillo Urzúa. Se casó en 1919 con Teresa Menchaca Moraga. 
Estudió en el Instituto Nacional y en la Facultad de Derecho de la Universidad de Chile, jurando como abogado el 17 de diciembre de 1904. 

## Actividades públicas
- Militante del Partido Liberal Democrático desde 1903.
- Profesor de economía política y legislación comercial en el Instituto Superior de Comercio (1905-1912).
- Colaboró con periódicos como "El Día" de Santiago (1906).
- Redactor del diario "La Mañana" de Talca (1908).
- Socio del Club de La Unión (1911).
- Diputado por Ancud y Quinchao (1915-1918); integrante de la comisión permanente de Hacienda y Policía Interior.
- Ministro de Guerra y Marina (1916-1917).
- Diputado por Ancud y Quinchao (1918-1921); miembro de la comisión permanente de Guerra y Marina.
- Vicepresidente de la Cámara de Diputados (18 de noviembre-9 de diciembre de 1920).
- Diputado por La Serena, Elqui y Coquimbo (1921-1924); integró la comisión permanente de Instrucción Pública.
- Miembro de la Delegación de Chile a la Conferencia Internacional sobre Educación, celebrada en Nueva York, Estados Unidos (1922).
- Diputado por La Serena, Elqui y Coquimbo (1924-1927); figuró en la comisión permanente de Asistencia Pública y Culto.

El período legislativo 1924-1927 se ve interrumpido por un movimiento militar dirigido por el general Luis Altamirano, quien derrocó al gobierno del presidente Arturo Alessandri Palma, el 11 de septiembre de 1924, instalándose una Junta de Gobierno. Restaurada la normalidad en marzo de 1925, volvió al Congreso Nacional siendo electo senador para el período 1926-1934.

- Militante del Partido Liberal desde 1926, llegando a ser presidente del Tribunal Supremo.
- Senador por Atacama y Coquimbo (1926-1934); integró la comisión permanente de Educación Pública; la de Ejército y Marina y la de Relaciones Exteriores.
- Vicepresidente del Senado (22 de mayo de 1928-26 de mayo de 1930).

El período legislativo 1930-1934 se ve interrumpido por un movimiento cívico-militar dirigido por el comodoro del aire Marmaduke Grove y los civiles Eugenio Matte Hurtado y Carlos Dávila Espinoza, quienes derrocaron al gobierno del presidente Juan Esteban Montero, el 4 de junio de 1932, instalándose una Junta de Gobierno de la República Socialista. La institucionalidad se restaura gracias al segundo gobierno de Arturo Alessandri Palma, iniciado en diciembre de 1932.

- Consejero de Instrucción Pública (1933).
- Consejero de la Caja de Crédito Minero (1935).
- Presidente del Tribunal Calificador de Elecciones (1938).
- Presidente de "Cristalerías Chile" (1939).
- Director de la Compañía de Carbón de Lota (1940).
- Miembro del Consejo Superior de Enseñanza Comercial (1942).

## Historia Electoral

### Listado de senadores 1926-1930
| Provincias       | N.° | Senador                     | Partido |
| ---------------- | --- | --------------------------- | ------- |
| Atacama Coquimbo | 6   | Abraham Gatica Silva        | PLD     |
| Atacama Coquimbo | 7   | Guillermo Azócar Álvarez    | PR      |
| Atacama Coquimbo | 8   | Joaquín Yrarrázabal Larraín | PCon    |
| Atacama Coquimbo | 9   | Nicolás Marambio Montt      | PR      |
| Atacama Coquimbo | 10  | Oscar Urzúa Jaramillo       | PL      |